# Hårteigen
Hårteigen je charakteristický vrchol národního parku Hardangervidda v Norsku v kraji Vestland. Svým tvarem je naprosto charakteristický, proto je často nazýván jako „Král Viddy“ (norsky kongen av Hardangervidda). Díky své relativní výšce vůči okolí je nejvýznamnější dominantou západní části plošiny. Svým tvarem nápadně připomíná samotnou náhorní plošinu na níž stojí, to je způsobeno jedinečnou geologickou stavbou náhorní plošiny. Hora i samotná plošina jsou součástí stejnojmenného národního parku Hardangervidda.
Název pochází ze složeniny z norského hárr – šedý a teigen – ukazatel, tedy „šedý ukazatel“. Název odkazuje na důležitý úděl hory v celé historii Viddy, tedy jakéhosi ukazatele, který pomáhal a stále pomáhá s orientací na celé plošině.

## Prvovýstup
První písemnou zmínkou o výstupu na Hårteigen je cesta botanika Christena Smitha, J. Fr. Schouwa a lékaře Nilse Hertzberga z osady Ullensvang dne 18. srpna 1812.

## Cesta na vrchol
Pěší výstup je možný jen z jednoho místa. Pěšina na vrchol začíná na jeho jihovýchodním úpatí a pokračuje rozsedlinou, během celého roku zde zůstávají firnová pole, je zde třeba zvýšené opatrnosti. Po 200 metrech přichází asi 10metrová lezecká pasáž, je třeba překonat malou skalní hranu lezení cca stupně III stupnice UIAA, následuje 100metrový exponovaný úsek nad hranou hory. Po celé délce exponovaného úseku je natažené lano (nejistící!). Po překonání této části, je již možné se dostat na vrchol. Výstup je možný bez znalostí horolezectví.

### Vrchol
Na samotném vrcholu je postavena z kamenů mohyla ve tvaru válce. Po dobu většiny roku je zde malé jezírko. Za dobrého počasí je vidět na západ ledovec Folgefonna, na jihovýchod vrchol Gaustatoppen a na sever ledovec Hardangerjøkulen. Za obzvláště dobrých podmínek můžete vidět na západ odlesky Severního moře.